# Fairfield, Iowa
Fairfield är en stad (city) i Jefferson County, i delstaten Iowa, USA. Enligt United States Census Bureau har staden en folkmängd på 9 447 invånare (2011) och en landarea på 16,2 km². Fairfield är huvudort i Jefferson County.